# Pávva Pittja
Pavva Jovsset Ante Pittja, född 19 augusti 1990 i Gällivare församling, Norrbottens län, är en samisk svensk skådespelare och politiker för Guovssonásti.

## Biografi
Pittja företräder Guovssonásti och är sedan 2021 ersättare i Sametingets plenum och ledamot av kulturnämnden.
Som skådespelare har Pittja spelat i kortfilmen Myrlandet, rollen som nåjdens bror i TV-serien Midnattssol, Juhán i kortfilmen Boom Boom och hade 2024 en roll i SVT:s julkalender Snödrömmar och Netflix-produktionen Stöld.
Pittja deltog i klassisk jojk i Sámi Grand Prix 2015.